# Robin Clegg
Pour les articles homonymes, voir Clegg.
Robin Clegg, né le 11 août 1977 à Edmonton, est un biathlète canadien actif entre 1999 et 2010 mais également coureur cycliste.

## Biographie
C'est lors de l'hiver 1999-2000 que Robin Clegg est propulsé sur la scène internationale de la Coupe du monde et des Championnats du monde. En 2002, il participe à ses premiers Jeux olympiques à Salt Lake City, avec comme meilleur résultat une 28e place sur l'individuelle. Aux Championnats du monde 2004, il passe un nouveau cap, celui du top vingt se classant dix-huitième de l'individuelle.
Son meilleur résultat individuel en carrière est une huitième place lors de la saison 2007-2008 (individuelle de Pokljuka).
Le relais des Jeux olympiques d'hiver de 2010 est sa dernière course en compétition majeure.

## Palmarès

### Jeux olympiques d'hiver
| Épreuve / Édition                   | Individuelle | Sprint | Poursuite | Départ en ligne                  | Relais |
| Jeux olympiques 2002 Salt Lake City | 28e          | 43e    | 42e       | Épreuve inexistante à cette date | -      |
| Jeux olympiques 2006 Turin          | 36e          | 50e    | 44e       | -                                | -      |
| Jeux olympiques 2010 Vancouver      | -            | -      | -         | -                                | 10e    |

### Championnats du monde
| Épreuve / Édition                      | Individuelle                     | Sprint                           | Poursuite                        | Départ en masse                  | Relais                           | Relais mixte                     |
| Mondiaux 1999 Kontiolahti              | Épreuve inexistante à cette date | 74e                              | -                                | Épreuve inexistante à cette date | 18e                              | Épreuve inexistante à cette date |
| Mondiaux 2000 Oslo-Holmenkollen/ Lahti | 77e                              | 72e                              | -                                | -                                | -                                | Épreuve inexistante à cette date |
| Mondiaux 2001 Pokljuka                 | -                                | 74e                              | -                                | -                                | -                                | Épreuve inexistante à cette date |
| Mondiaux 2003 Khanty-Mansiïsk          | 33e                              | 83e                              | -                                | -                                | -                                | Épreuve inexistante à cette date |
| Mondiaux 2004 Oberhof                  | 18e                              | 61e                              | -                                | -                                | -                                | Épreuve inexistante à cette date |
| Mondiaux 2005 Hochfilzen               | 50e                              | 60e                              | 49e                              | -                                | 15e                              | Épreuve inexistante à cette date |
| Mondiaux 2005 Khanty-Mansiïsk          | Épreuve inexistante à cette date | Épreuve inexistante à cette date | Épreuve inexistante à cette date | Épreuve inexistante à cette date | Épreuve inexistante à cette date | 14e                              |
| Mondiaux 2007 Antholz-Anterselva       | 62e                              | 60e                              | DNS                              | -                                | 14e                              | -                                |
| Mondiaux 2008 Östersund                | 68e                              | 67e                              | -                                | -                                | 21e                              | 15e                              |
| Mondiaux 2009 Pyeongchang              | 39e                              | 48e                              | 44e                              | -                                | 16e                              | 16e                              |

Légende :

 : épreuve inexistante

- : n'a pas participé à l'épreuve

### Coupe du monde
- Meilleur classement général : 52e en 2004.
- Meilleur résultat individuel : 8e.

#### Différents classements en Coupe du monde
| Année     | Classement général final | Sprint | Poursuite | Individuelle | Mass start |
| 2001-2002 | 88e                      | -      | -         | 64e          | -          |
| 2003-2004 | 52e                      | 64e    | 50e       | 34e          | -          |
| 2004-2005 | 74e                      | -      | 68e       | 41e          | -          |
| 2006-2007 | 82e                      | 70e    | -         | -            | -          |
| 2007-2008 | 65e                      | -      | -         | 26e          | -          |
| 2008-2009 | 79e                      | 91e    | 68e       | 65e          | -          |
| 2009-2010 | 93e                      | -      | -         | 60e          | -          |